# میکا اریتالو
میکا اریتالو (فنلاندی: Mika Ääritalo؛ زادهٔ ۲۵ ژوئیهٔ ۱۹۸۵) بازیکن فوتبال اهل فنلاند است.
از باشگاه‌هایی که در آن بازی کرده‌است می‌توان به باشگاه فوتبال استون ویلا، باشگاه فوتبال هولشتاین کیل، و باشگاه فوتبال تورون پالوسئورا اشاره کرد.
وی همچنین در تیم ملی فوتبال فنلاند بازی کرده‌است.